# Sonic X
Sonic X (ソニックX, Sonikku Ekkusu) é uma série de animação criada pela TMS Entertainment e baseada na franquia japonesa de jogos eletrônicos Sonic the Hedgehog foi publicado pela Sega & Sonic Team. Sonic X foi inicialmente transmitido com cinquenta e dois episódios, transmitidos na TV Tokyo de 6 de abril de 2003 a 28 de março de 2004. No Brasil, a série estreou e foi transmitida no Jetix no dia 4 de outubro de 2004 exibindo até o episódio 65, e depois pela Rede Globo no dia 15 de setembro de 2007 na TV Globinho, e posteriormente passando no programa Festival de Desenhos via parabólica com exibição dos episódios restantes. Atualmente a série está disponível nos serviços de streaming Looke, Amazon Prime Video (ambos com todos os 78 episódios), Netflix (somente até o episódio 52) e no Globoplay (com todos os episódios disponíveis exceto o episódio 7). Em Portugal, a série foi transmitida em 2005 e 2006 pela SIC, no bloco SIC Kids e em 2016 e 2017 foi emitida no Biggs.
O anime mostra as aventuras de Sonic e seus amigos após serem teleportados do mundo deles para o planeta Terra, após uma luta contra o Dr. Eggman ativando o poder de Controle do Caos, ondem se tornam amigos do jovem garoto Chris Thorndyke que passa a ajudá-los na luta contra Eggman e proteger as Esmeraldas do Caos. O anime serviu como marketing para o redesign da série após os jogos para Dreamcast como Sonic Adventure e seus sucessores. No ocidente o anime foi adaptado pela 4Kids Entertainment que censurou algumas cenas e alterou as músicas de fundo, abertura e encerramento.
Sonic X recebeu críticas mistas. Geralmente, os críticos criticaram sua localização americana e alguns personagens, mas elogiaram sua história e estética. A série foi popular nos Estados Unidos e na França, embora menos em seu país de origem, Japão. Outras mídias baseadas na série foram lançadas incluindo um jogo eletrônico educativo para o Leapster, um jogo de cartas colecionáveis, uma série de histórias em quadrinhos com um enredo original e vários brinquedos e outros itens.

## Enredo

### Primeira temporada
A história começa com Sonic tentando salvar Cream e Cheese das garras do Dr. Eggman, que acidentalmente ativou o poder do Controle do Caos, fazendo com que ele, Sonic e os seus amigos, Amy, Knuckles, Tails, Rouge, Cream e Cheese fossem teleportados para o planeta Terra. Ao chegar lá, Sonic acaba sendo se deparando com uma esquadrão policial que o persegue tentando capturá-lo, porém consegue despistá-los indo parar numa mansão onde faz amizade com o jovem garoto Chris.
Os primeiros episódios giram em torno das várias batalhas de Sonic contra os robôs de Eggman, além de dar início a busca pelas Esmeraldas do Caos. Durante a história, Cream, Cheese, Tails e Amy vão aparecendo, se reunindo com Sonic, e passam a se residirem na casa de Chris, se escondendo dos humanos na maior parte da história. Knuckles aparece ocasionalmente em alguns episódios, e posteriormente Rouge aparece ajudando a esquadrão do Presidente a deter Eggman. No final da primeira metade dos episódios, Eggman tem sua base destruída em meio a uma explosão e Sonic consegue reunir 3 esmeraldas.
Na segunda metade, Sonic e seus amigos continuam sua busca pelas esmeraldas restantes, agora famosos depois do ocorrido na última batalha contra Eggman, passam a andar livremente pela Terra. No entanto Eggman ressurge com um novo esconderijo e volta a atacar Sonic durante a busca pelas Esmeraldas do Caos. Sonic consegue pegar mais 2 esmeraldas, Knuckles 1 e Eggman também 1. No final da temporada, Sonic finalmente reúne as setes esmeraldas e consegue atingir sua super forma, Super Sonic, usando o poder do Controle do Caos para fundir parte de seu planeta natal com a Terra.

### Segunda temporada
A segunda série é essencialmente as adaptações dos vários jogos de vídeo game que foram criados, sendo destacado o Sonic Adventure (1999), o Sonic Adventure 2 (2001) e o Sonic Battle (2003), tendo mais algumas histórias no seu enredo.
A primeira saga mostra as batalhas de Sonic, Knuckles e Tails contra Chaos, uma entidade libertada da Esmeralda Mestre por Eggman para dominar o mundo. No decorrer da saga alguns novos personagens vão sendo introduzidos como Big, Froggy, Lily, E-102 Gamma e Tikal, que ajudam Sonic e seus amigos durante a batalha contra Eggman e Chaos. Ao final Chaos trai Eggman e alcança sua forma máxima, porém é derrotado por Sonic usando o poder das Esmeraldas do Caos fazendo assim Chaos voltar a sua forma original.
Na segunda saga, Eggman descobre um projeto de um super-ouriço criado pelo seu avô Gerald Robotnik chamado Shadow. Eggman liberta Shadow da Prison Island e decide usar seu poder para completar o plano de seu avô para destruir o mundo através de um mega canhão ativado pelo poder das Esmeraldas do Caos em uma colônia espacial. Sonic a princípio é confundido com Shadow e acaba sendo preso, porém seus amigos tentam libertá-lo de lá. Nessa corrida Chris se encontra com Shadow e é levado até a estação espacial de Eggman ao Chris abrir seu coração fazendo-o se lembrar de sua velha amiga falecida Maria. Nisso Sonic, Tails, Amy, Knuckles e Tanaka decidem viajar até a colônia de Eggman para impedi-lo e salvar Chris. No entanto ao final Eggman descobre que tudo não passava de uma traição de seu avô para se vingar da morte de sua neta Maria criando assim um monstro para causar sua vingança. Sonic e Shadow usam o poder das Esmeraldas do Caos para impedir a queda da colônia, porém Shadow acaba se sacrificando.
Depois da batalha Cream se reencontra com sua mãe Vanilla, Sonic conhece os detetives Vector, Espio e Charmy, Eggman cria um plano usando a Lua para fazerem todos lhe adorarem e fazer Sonic parecer um vilão, porém acaba fracassando indo parar na cadeia. Posteriormente ele escapa e passa a ser perseguido pelos agentes do presidente. Enquanto isso Cream encontra um misterioso robô chamado Emerl que se torna amigo dela e tem a capacidade de copiar habilidades. Posteriormente o Presidente monta um torneio de artes marciais e convoca todos a participarem tendo como prêmio uma Esmeralda do Caos. Emerl consegue sair vitorioso, porém ao absorver a esmeralda logo se torna agressivo e ataca a todos destruindo a cidade. A princípio ele tira vantagem de seu poder de copiar habilidades para derrotar Sonic, Knuckles e Rouge, porém é derrotado por Cream em meio a tristeza e se auto-destrói.
Eggman ainda tenta criar um novo plano para destruir o planeta por meio de uma ruína de uma antiga civilização perdida, mas acaba falhando novamente. Ao final da temporada o presidente e seus agentes descobrem que a fusão dos dois planetas estaria pondo em risco o avanço do tempo do mundo podendo fazê-lo parar muito em breve. Chris e sua família são alertados sobre isso que logo providenciam um portal para fazer Sonic e seus amigos voltarem ao planeta natal, porém Chris fica muito triste ao saber da notícia. Logo após uma última batalha Sonic e seus amigos se despedem aos poucos ao mesmo tempo que retornam ao seu planeta. Porém no momento que Sonic estava prestes a partir por último Chris o impede e foge junto dele desesperado. Após muito andarem e chegarem numa antiga casa de férias da família Thorndyke, Chris aprende a confiar na sua família e também se despede de Sonic que usa as Esmeraldas do Caos para voltar ao seu mundo na esperança de um dia ver Sonic de novo. Posteriormente passam-se 6 anos, Chris amadurece, mas ainda continua a procurar um meio de fundir os dois planetas novamente de uma maneira segura.

### Terceira temporada
Pouco tempo depois dos ocorridos na última temporada, Sonic se depara com uma nova ameaça do espaço, os Metarex, vindo ao seu planeta querer roubar as Esmeraldas do Caos e a fonte de vida do planeta. Sonic tem uma batalha porém separa as Esmeraldas do Caos pelo universo, ao mesmo tempo que uma garota planta chamada Cosmo aparece querendo pedir ajuda ao Sonic para impedir os planos dos Metarex. Enquanto isso Chris (de 6 anos no futuro) completa sua máquina para viajar pro planeta do Sonic, porém acaba por também viajar no tempo chegando lá como uma criança novamente.

## Personagens

### Principais
- Sonic, o Ouriço - O protagonista. Nesta série estando mais fiel a sua contraparte dos jogos. Um ouriço herói veloz e poderoso, e o grande arqui-inimigo de Dr. Eggman. Foi enviado para a Terra, juntamente de seus amigos após uma acidente em uma batalha contra Eggman. Tornou-se grande amigo do garoto Chris Thorndyke, passando a conviver na casa dele atrás de encontrar um meio de retornar ao seu mundo procurando as 7 Esmeraldas do Caos. Ele normalmente é frio, rebelde e arrogante, sempre gosta de ficar sozinho e resolver as coisas por conta própria. Ele também detesta água por não saber nadar.

- Christopher "Chris" Thorndyke - O principal aliado de Sonic no anime. Um garoto tímido, sensível e solitário filho do executivo Nelson Thorndyke e da atriz Lindsey Thorndyke. Passa maior parte do tempo em sua mansão juntamente de seu avô Chuck e seus empregados. Ele admira Sonic, tendo ele como seu amigo mais próximo e muitas vezes chegando a querer ajudá-lo nas missões contra Eggman. Durante a primeira e segunda temporada ele hospedava Sonic, Tails, Amy, Cream e Cheese na sua mansão. Na terceira temporada após 6 anos depois da despedida de Sonic ele viaja até o planeta de Sonic se tornando uma criança novamente e o ajudando na batalha contra os Metarex.

- Miles "Tails" Prower - Um amigo do Sonic. Um jovem, doce e inocente filhote de raposa amarela com duas caudas e uma forte inteligência e capacidade de construir máquinas. Ele é visto frequentemente ajudando Sonic nas batalhas contra Eggman, dirigindo seu avião Tornado X, geralmente jogando anéis em Sonic. Nas duas primeiras temporadas, ele tem um papel reduzido na história devido a Chris, no entanto, ele é intimidado por outros animais antes de conhecer Sonic.

- Amy - A principal admiradora de Sonic. Uma ouriça rosa de vestido vermelho bastante temperamental e por vezes infantil. Tem uma tremenda obsessão e amor pelo Sonic, apesar de quase nunca conseguir chamar a atenção dele. Frequentemente perde a paciência e se estressa facilmente sendo dona de uma super-força absurda. Ela usa um martelo gigante como arma que hora ou outra sempre aparece nas suas mãos quando resolve lutar.

- Cream - Um amigo do Sonic. Um coelho jovem, doce e inocente. Ela está sempre acompanhada de sua amiga Cheese. Desde que foi teletransportada para a Terra, ela sente falta de sua mãe Vanilla, que ela só encontra após os eventos da saga Shadow. Da saga Emerl, ela e Cheese começaram a demonstrar algumas habilidades de luta.
  - Cheese - Principal amigo de Cream. Uma criaturinha azul e flutuante que serve como mascote para Cream. Ele só sabe dizer uma palavra que é "Chao", embora seja capaz de falar outras palavras em raros momentos.

- Knuckles - Outro aliado de Sonic. Um equidna vermelho sempre ranzinza, arrogante, sério e nervoso, mostra-se como o rebelde do grupo. Era guardião da Esmeralda Mestre e a Ilha dos Anjos. Na 1ª temporada frequentemente se voltava contra o Sonic, preferindo se aventurar sozinho para reunir as Esmeraldas do Caos para voltar ao seu mundo o quanto antes. Na 2ª temporada ele passa a ajudar Sonic com mais frequência após a união dos dois mundos. Possui uma forte rivalidade com a Rouge, frequentemente se irritando com suas provocações.De acordo com Chuck Thorndyke, os dois são como água e óleo, mas eventualmente, na reta final da temporada 2 em diante, os dois começam a criar um laço de amizade, deixando a rivalidade de ambos amigável. É dotado de uma super-força através das garras em seus punhos, sendo capaz de também usá-las para escalar e escavar. Tem como principal arma as Garras Escavadeiras.

- Chuck Thorndyke - O avô de Chris. Um excêntrico e idoso cientista que normalmente acompanha e cuida de seu sobrinho Chris durante as suas aventuras e batalhas contra os robôs de Eggman. Assim como Tails ele também é um gênio, e na maioria da vezes ajuda a equipe com algumas de suas criações. Ele é pai de Nelson Thorndyke, o pai de Chris.

- Ella - A empregada da mansão de Chris. É uma mulher gentil e responsável, apesar de as vezes ser um tanto ranzinza e arrogante quando se sente ameaçada ou incomodada. Frequentemente é vista limpando, cozinhando e cuidando da mansão. Ela também demonstra uma grande simpatia com Sonic e seus amigos, principalmente Cream e Amy.

- Sr. Tanaka - O mordomo da mansão de Chris, com fortes descendências orientais. Ele é um homem frio, calmo e que raramente demonstra sentimentos que está sempre dedicado ao seu trabalho e está sempre cuidado da segurança de Chris e seus amigos, a ponto de chegar a segui-los em algumas viagens. Ele demonstra ter habilidades com artes marciais. Mais pro final da segunda temporada demonstra um amor pela Topázio.

- Cosmo: Cosmo the Seedrian (コ ス モ · ザ · ド リ ア ン, Kosumo za Shīdorian?) é uma plantinha antropormorfica que apareceu pela primeira vez no episódio 53 da série Sonic X. Cosmo é uma sobrevivente de seu planeta que foi destruído por Metarex. No episódio 77 revela que Cosmo nasceu de uma única semente que pode salvar sua espécie. Tails é apaixonado por ela e ela tem os mesmos sentimentos por ele. No episódio 77 Cosmo morre num tiro do Sonic Driver por Tails que foi convencido a atirar nela porque era a única forma de salvar o universo. Cosmo é gentil,doce e amigável. Cosmo aparece como uma uma panela com a semente (aparentemente a única Sonic encontrada) é mostrada, o que significa que a ressurreição de Cosmo poderia ser possível.

### Antagonistas
- Dr. Eggman - O principal vilão da primeira parte da história. Um cientista louco, neurótico, e por vezes bobo e infantil que tem a ambição de dominar o mundo com seus soldados robôs e recorrer as 7 Esmeraldas do Caos. Seus principais robôs assistentes são Bocoe, Decoe e Bokkun. Na 1ª temporada frequentemente selecionava seus robôs Série-E a partir de cartas que usava para atacar Sonic e tentar conquistar as Esmeraldas do Caos, apesar de sempre ter seus planos frustrados graças a Sonic e seus amigos. Na 2ª temporada ele passa a criar uma série de planos para dominar ou destruir o mundo, inclusive reprisando seu papel nos jogos Sonic Adventure e Sonic Adventure 2.
  - Bocoe e Decoe - São os dois robôs assistentes de Eggman. Bocoe é baixinho, redondo e cinzento, enquanto que Decoe é alto, fino e amarelo. Ambos frequentemente aparecem juntamente de Eggman o auxiliando em seus novos planos, embora sejam desajeitados, medrosos e incompetentes. Frequentemente brigam e se desentendem para os nervos de Eggman. Ao final da segunda temporada eles chegam a trair Eggman e se aliar a Sonic e Chris, porém retornam a trabalhar pra ele tempos depois. Eles são considerados os protótipos de Orbot e Cubot na série Sonic Boom.
  - Bokkun - O robô mensageiro do Eggman. Baixinho, preto, com dois chifres enormes e um míssil nas costas. Normalmente aparece para entregar mensagens de Eggman para Sonic, que normalmente são explosivas. Normalmente tem um comportamento muito ingênuo, ranzinza e infantil. Sem contar que tem uma paixão amorosa pela Cream, e ninguém sabe do segredo do Bokkun, exceto a Rouge(que descobriu através do amuleto de coração).
  - Séries E-100 - São uma linha composta de 4 robôs que foram criados por Eggman durante a saga de Chaos. Os robôs criados por ele foram E-101 Beta, E-102 Gamma, E-103 Delta e E-104 Epsilon, a base da energia de alguns pequenos animais. Foram usados por Eggman para capturarem Froggy. Gamma foi o único sobrevivente por ter completado sua missão, enquanto os outros foram desativados (com exceção de Beta que foi reconstruído numa forma mais forte). Porém Gamma acabou por desenvolver sentimentos com a ajuda de Amy, passando a odiar Eggman. No final da saga de Chaos, tanto Gamma quanto Beta se destróem lutando entre si, libertando assim os irmãos de Lily que estavam aprisionados dentro deles.

- King Boom Boo - Um vilão recorrente que aparece no episódio 19 da 1ª temporada. Ele é um fantasma poderoso que vivia no subterrâneo de um velho castelo do qual a mãe de Chris estava atuando em um filme no episódio. Ele é capaz de manipular corpos e atacar com seus pequenos servos fantasmas. Havia capturado Lindsey, Sonic, Tails, Amy e Cheese, mas foram salvos graças a Chris e Amy que conseguiram aprisioná-lo de volta no subterrâneo. Ele originalmente apareceu no jogo Sonic Adventure 2 como um chefe.

- Chaos - É o vilão principal da primeira saga da 2ª temporada. Uma entidade líquida que vivia aprisionada dentro da Esmeralda Mestre há milhares de anos, capaz de dominar os poderes das Esmeraldas do Caos e também das criaturinhas Chao. Ele foi libertado e manipulado por Eggman que queria usar seu poder para dominar o mundo, assim roubando cada uma das Esmeraldas do Caos para deixá-lo maior e mais poderoso. No final ele acaba traindo Eggman e alcança sua forma final usando seu poder para destruir Station Square. Ele é derrotado por Sonic ao alcançar sua super forma fazendo Chaos voltar a sua forma original e se despedir junto de Tikal.

- Shadow, o Ouriço (Shadow the Hedgehog) - É o vilão principal da segunda saga da 2ª temporada e posteriormente um aliado na 3ª. Ele foi um projeto de um super ouriço originalmente criado pelo avô de Eggman: Gerald Robotnik a fim de usá-lo para beneficiar o mundo. No passado ele morava com Gerald e Maria na Colônia Espacial, tendo Maria como sua melhor amiga. No entanto acabou sendo criogenizado e mandado para a Terra por Maria que se sacrificou para salvá-lo de um ataque de soldados que queriam impedir os planos de Gerald desde então jurando vingança. Foi libertado por Eggman da Ilha Prisão que tentou usá-lo para montar seu plano de criar o Canhão Eclipse para dominar o mundo chegando a lutar contra Sonic e fazer todo mundo acreditar que ele era um criminoso. Se readmitiu depois com a ajuda de Chris que abriu seu coração (devido sua semelhança com Maria) e junto de Sonic impediu que a Colônia Espacial Arca caísse na Terra.

- Professor Gerald Robotnik - O avô de Eggman e Maria. No passado há 50 anos atrás tinha planos de criar um super ouriço chamado Shadow, porém ele acabou sendo aprisionado após pensarem que sua criação seria uma ameaça. Após perder sua neta Maria durante o ataque ele jurou vingança contra todo o planeta Terra assim usando sua primeira criação secretamente (Biolizard) como um plano para se fundir a Colônia Espacial Arca e causar a destruição mundial, do qual foi reativado por Eggman muitos anos depois.
  - Biolizard - Foi o primeiro projeto de forma de vida suprema a ter sido criada por Gerald Robotnik no passado antes dele ter iniciado o projeto Shadow. Ele havia sido aprisionado por um longo tempo e posteriormente arquitetado como um plano de Gerald para que futuramente fosse usado por Eggman para se fundir a Colônia Espacial Arca e destruir o mundo. No final ele foi derrotado por Sonic e Shadow que alcançaram suas super-formas e usaram o Controle do Caos para exterminar Biolizard.

- Emerl - Um misterioso robô que foi descoberto por Cream perto da casa de Chris na 2ª temporada. Se tornou amigo de Cream que o levou até a casa de Chris e o cuidou por um tempo. Com o tempo foi ele revelando possuir capacidade de copiar habilidades de luta de Sonic e seus amigos. Ele continua na série até o torneio de artes marciais quando ao vencer a disputa conquista uma das Esmeraldas do Caos se tornando agressivo e violento ao absorvê-la em suas mãos assim usando seus poderes para se voltar contra Sonic e os outros e derrotá-lo. Foi derrotado por Cream ao perceber que Emearl estava ameaçando sua mãe e seus amigos no final se auto-destruindo em meio as lágrimas de Cream.

- Rouge, a Morcega - Uma morcega ladra de jóias. Assim como Sonic e seus amigos, ela também foi um dos primeiros a serem teletransportados a Terra. Tem uma personalidade provocante e sedutora, além de ter uso de uma super-força através de seus chutes capazes de perfurar qualquer coisa. Durante a primeira saga ela se aliou a agência militar do Presidente o ajudando ocasionalmente na luta contra o Dr. Eggman. Ela tem uma forte relação com Shadow e também uma amizade com a agente Topázio. Até o final da 1ª temporada também estava na busca pelas Esmeraldas do Caos, na saga de Shadow ela passa a auxiliar Eggman por um rápido período até descobrir sua meta.
- Sortudinho (E-77 Lucky) - Um pequeno robô criado por Eggman no final da primeira temporada. Ele havia sido criado para encontrar a última Esmeralda do Caos, embora sendo um robô fraco, desajeitado e medroso. Ele reaparece na segunda temporada como um dos participantes do torneio de artes marciais.
- Jerome Wise - O assessor do presidente durante a primeira temporada. É muito nervoso e descontrolado, sempre fazendo planos para que o Presidente continue no poder e não seja superado pelo Sonic na decisão do público. Perdeu o emprego após fazer uma ligação para Eggman para convencer Sonic a entrar na corrida contra Sam Veloz. Desde então passa a aparecer na segunda temporada como um mendigo nas ruas.

### Secundários
- Sam Veloz (Sam Speed) - O tio de Chris e irmão de Lindsey. É líder de uma equipe de pilotos conhecido como a "Equipe Veloz", que trabalha como uma unidade especial do departamento policial da cidade. Ele faz uso de pilotar carros ultra-velozes, sendo obcecado por velocidade assim como o Sonic. Normalmente aparece de vez em quando para ajudar seu sobrinho nas aventuras contra Eggman. Ele também rivaliza com Sonic para ver quem consegue ser o corredor mais veloz do planeta. Na saga de Shadow ele se torna o motorista oficial do Presidente.

- Sr. Stuart - O professor de Chris. Ele é um agente espião do governo que foi mandado atrás de observar as aparições de Sonic, e vigiar o Chris nos primeiros episódios. Após Sonic e seus amigos terem revelado sua identidade ele passa a aparecer na série ocasionalmente ajudando Chris e seus amigos a se salvarem dos perigos criados por Eggman. Ele também investigou o paradeiro de 50 anos atrás entre Shadow e Maria na Colônia Espacial Arca, ao lado de Scarlet Garcia. Mesmo após o final da segunda temporada ele nunca chegou a revelar sua verdadeira identidade.

- Topázio (Topaz) - Uma agente da agência militar afiliada do governo e ao Presidente. Ela formou amizade com a Rouge no final da primeira saga quando juntas uniram forças para invadir o esconderijo de Eggman. Desde então ela passou a aparecer nos episódios normalmente junta de Rouge executando as missões contra Eggman sob as ordens do Presidente. A princípio ela foi caracterizada pelo seu pavio curto frequentemente brigando com Rouge, porém no decorrer dos episódios as duas passam a trabalhar melhor em equipe.

- Danny - O melhor amigo de Chris na escola. Um garoto negro e um pouco medroso, que muitas vezes acompanha Chris nas aventuras contra Eggman, ao lado de Frances.

- Frances - Outra amiga de Chris na escola. Assim como Danny muitas vezes acompanha Chris nas aventuras contra Eggman. Ela é ruiva e tem os olhos verdes.

- Helen - Outra amiga da escola de Chris. Ela é uma menina cadeirante muito frágil, inocente e amável assim como Cream. Assim como Danny e Frances ela também ajuda e apoia Chris e Sonic nas aventuras. Ela também ama muito seus pais que estão sempre a se preocupar com ela, ela também é descrita como o parceiro romântico de Chris, o que foi confirmado com alguns indícios da série e de alguns animadores.

- Lindsey Fair Thorndyke - A mãe de Chris. Ela é uma famosa atriz que passa pouco tempo em casa com seu filho. Mesmo assim ama e se importa com seu filho, sendo uma mulher amável e gentil. Ela também é muito ingênua, uma vez que pensa que Sonic e seus amigos são crianças fantasiadas de animais.

- Nelson Thorndyke - O pai de Chris. Ele é homem de negócios líder de uma empresa de softwares que assim como a esposa e passa pouco tempo em casa raramente indo ver o filho.

- Scarlet Garcia - Uma repórter do jornal SSTV da Station Square. Ela é conhecida por fazer cobertura sobre todos os acontecimentos na cidade inclusive as batalhas entre Sonic e Eggman. Durante a saga de Shadow ela junta do Sr. Stuart (sob o nome de Franklin) investigam sobre o paradeiro de 50 anos atrás na Colônia Espacial.

- Presidente - É o presidente (cujo nome nunca foi revelado) do país em que Sonic e seus amigos se aventuram. Assim como Sonic e seus amigos ele também busca deter Eggman e seus ataques, frequentemente mandando seus agentes em missões. Está sempre preocupado em perder seu emprego e também em seu serviço para derrotar Eggman. Na 1ª temporada ele tinha um assessor muito neurótico e desajeitado que frequentemente criava planos afim de fazer seu chefe não perder o cargo.

- Falcão (Hawk) - Um arqueólogo que ajudou Knuckles no episódio 17 da 1ª temporada a encontrar uma das Esmeraldas do Caos. Ele posteriormente reaparece na segunda temporada como um dos participantes do torneio de artes marciais.

- Big - Um aliado que aparece a partir da 2ª temporada. Um gato roxo, obeso e de pouca inteligência que é pescador e dono do sapo Froggy. Ele se tornou aliado de Sonic e Chris a partir da saga de Chaos, após Froggy ser possuído por parte do poder de Chaos.

- Froggy - O sapo de estimação de Big. Ele teve destaque durante a saga de Chaos ao absorver parte do poder de Chaos a ponto de lhe crescer uma cauda e fazê-lo também querer devorar as Esmeraldas do Caos. Depois que foi capturado por Eggman e atirado dentro do corpo de Chaos ele voltou ao normal.

- Tikal - Uma jovem equidna que foi ancestral na família do Knuckles. Ela teve seu povo destruído através de Chaos quando os mesmos tentaram usar o poder da Esmeralda Mestre com fúria e ódio. Ela apareceu em algumas visões do Knuckles (e posteriormente também Sonic e Tails) durante a saga de Chaos ajudando-o a descobrir a história de Chaos. No final da saga ela aparece ajudando Sonic a derrotar Chaos, revelando também estar relacionada a Esmeralda Mestre e prevenindo para que Chaos seja usado para o mal.

- Lily - Uma pequena flicky azul que foi adotada por Amy durante a saga de Chaos. Ela se separou de seus irmãos que foram capturados por Eggman e desde então quer resgatá-los. Após a destruição dos robôs Beta e Gamma ele se reencontra com seus irmãos que estavam dentro deles. Carrega consigo um medalhão com uma das Esmeraldas do Caos. Tal como Cheese ela também só consegue dizer uma palavra que é "Pio".

- Maria Robotnik - A neta de Gerald Robotnik e uma velha amiga de Shadow. Ela cresceu na colônia espacial de seu avô e nunca teve contato com a Terra. Foi a melhor amiga de Shadow durante sua vida na colônia 50 anos atrás, até ser morta por soldados da agência ao salvar Shadow de ser capturado. Desde então passou a aparecer em lembranças de Shadow sobre o seu passado. Shadow também enxerga um pouco de semelhanças entre ela e Chris.

- Time Chaotix - Um grupo de detetives atrapalhados que vieram do planeta natal assim como Sonic e seus amigos. Eles apareceram na história entre a saga de Shadow e Emerl.
  - Vector - O líder da esquadrão. Um crocodilo paranoico, obsessivo e de pouca inteligência. Está sempre afim de solucionar qualquer caso, apesar de sua incompetência. Ele aparenta ter um amor pela Vanila.
  - Espio - O número 2 da esquadrão. Um camaleão roxo com habilidades ninjas e capacidade de invisibilidade. Tende a ser o mais sério da equipe, porém também é o mais azarado e nervoso.
  - Charmy - Uma abelha criança. Tal como Bokkun ele tem um comportamento imaturo e frequentemente irrita seus colegas.

- Vanilla - A mãe de Cream. Ela foi introduzida na história  entre a saga de Shadow e Emerl, se reencontrando pela primeira vez com a filha na Terra. Tal como a filha ela também é muito doce e gentil.

## Elementos da série
- Anéis (Rings) - Pequenos anéis dourados que frequentemente são usados por Sonic para aumentar sua força durante as batalhas quando agarrados em suas mãos. Eles sempre são atirados por Tails (ou algum outro personagem) para ajudar Sonic a sair dos perigos. Em todo o anime nunca foi revelado o local da onde eles são retirados, embora acredita-se que sejam do planeta natal. Eles só são vistos aparecendo na 1ª temporada.

- Esmeraldas do Caos (Chaos Emeralds) - Um conjunto de 7 esmeraldas multi-coloridas de imenso poder originadas do planeta natal. Elas são capazes de fornecer energia a máquinas, mas também transformar seus usuários em super-formas quando reunidas ao todo, bem como também invocar o poder do Controle do Caos. Elas são o foco principal da primeira temporada quando Sonic e seus amigos partem numa corrida para conquistá-las antes de Eggman. Nas demais temporadas as esmeraldas são unidas com mais facilidade e rapidez.

- Esmeralda Mestre (Master Emerald) - Uma esmeralda gigante da qual Knuckles foi encarregado de proteger como uma tradição herdada de sua extinta família. Ela é responsável por manter a Ilha dos Anjos no céus e também possui uma ligação com as Esmeraldas do Caos. É revelado na saga de Chaos que a esmeralda possuía dentro de si uma entidade altamente destrutiva e imortal Chaos, além de também manter o espírito da jovem Tikal.

- Controle do Caos (Chaos Control) - É o nome dado a força vital proporcionada pelas Esmeraldas do Caos. Com o Controle do Caos os usuários tem a capacidade de se teleportarem, fornecer energia a máquinas (no caso de Eggman e Emerl) e atingirem super formas (no caso de Sonic e Shadow).

- Tornado/Tornado X - Avião de Tails. Ele frequentemente usa esse avião para ajudar Sonic durante as batalhas e por vezes carregar algum outro amigo. Posteriormente Tails atualiza o Tornado para Tornado X, passando a ficar mais rápido e forte fazendo uso de uma das esmeraldas para gerar energia, além da capacidade de poder se transformar em um robô. No entanto no final da 2ª temporada, durante o retorno para casa o Tornado X retorna inexplicavelmente a sua aparência original.

- Chao - São pequenas e meigas criaturinhas azuis com asas que de uma certa forma estão relacionadas ao poder das Esmeraldas do Caos e a entidade Chaos. Cheese é o principal Chao que aparece na série pertencente a Cream como seu bichinho de estimação. É revelado em um episódio que eles existem em vários lugares incluindo o mundo do Sonic e a Terra.

- Egg Cargueiro (Egg Carrier) - É o nome da nave que Eggman constrói após a destruição de sua base no episódio 13, servindo como seu esconderijo do Sonic e os agentes do presidente. A nave originalmente apareceu no jogo Sonic Adventure e foi destruída no mesmo.

- Colônia Espacial Arca (Space Colony ARK) - É o nome da estação espacial que fica na órbita da Terra e que foi criada há 50 anos pelo Professor Gerald Robotnik para fazer suas pesquisas e experimentos com a mais avançada tecnologia do governo. Também foi o lugar onde morou Maria e onde nasceram Shadow e Biolizard no passado. Após os ataques que ocorreram 50 anos no passado a estação ficou abandonada até ter sido recuperada por Eggman que tentou usá-la para dominar o mundo criando o Canhão Eclipse. Depois dos acontecimentos na saga de Shadow a base não volta a ser vista novamente até o final da 2ª temporada onde ela é usada para fornecer energia para fazer Sonic e seus amigos retornarem ao planeta natal.

## Música
Yoshihiro Ike compôs a trilha da versão japonesa de Sonic X. Seu tema de abertura era "Sonic Drive", cantado por Hironobu Kageyama e Hideaki Takatori. A série incluiu três temas de encerramento: "Mi-ra-i" (ミ・ラ・イ, Futuro) pela boy band japonesa Run&Gun dos episódios 1–13, "Hikaru Michi" (光る道, Um caminho a brilhar) por Aya Hiroshige dos episódios 14–39 e novamente dos episódios 53–78, e "T.O.P" pela dupla nipo-coreana KP dos episódios 40–52. Uma trilha sonora intitulada de Sonic X ~Original Sound Tracks~ foi lançada no Japão no dia 8 de março de 2004 que consistia em 40 faixas da música original das duas primeiras temporadas.